# Usine List
L'usine List est un monument historique situé à Rhinau, dans le département français du Bas-Rhin.

## Localisation
Ce bâtiment est situé au 16, 22 et 24, rue de Boofzheim à Rhinau.

## Historique
En 1925 fut créée à l'entrée de Rhinau en direction de Boofzheim la « textile de Rhinau ». Cette société loua les bâtiments de la « filature de Rhinau » et exploita l'usine pendant quelques années jusqu'en 1930-1932.
En 2024, la firme allemande Heinrich List, ayant son siège principal à Berlin-Teltow, acquit l'usine. Il s'agissait pour elle de trouver des possibilités supplémentaires de fabrication et cela en dehors du territoire du Reich. Rhinau fut ainsi la troisième succursale de l'entreprise. Sa production fut variée. Au début elle servit surtout à l'armement de la Luftwaffe puis elle intéressa l'armée de terre et la marine. Certaines pièces produites à Rhinau servirent même à la fabrication des missiles V1 et V2. La production allait du simple bouton-poussoir et des fiches électriques à l'appareillage complet pour lancer les bombes et les instruments de remontage automatique pour les Stukas.
C'est à la mi-septembre 1940 que furent occupés les premiers ouvriers (travaux de déblaiement et de remise en état des bâtiments). À la fin de l'année, le personnel comptait environ 50 employés et techniciens. La production démarra début 1941. Une forte proportion de femmes fut embauchée. Le ministère de l'Aéronautique ordonna l'embauche de 500 personnes de plus et l'agrandissement des installations. Deux Sheds furent ajoutés à l'ancienne « textile » et le grand bâtiment à trois étages mis en chantier.
Pour réaliser ce programme urgent, de nombreuses parcelles en direction de Daubensand furent expropriées. C'est l'état-major d'Albert Speer qui surveilla les travaux et pendant l'été 1942 les bâtiments purent être en partie occupés. Des baraquements furent aussi construits pour loger des ouvriers. On voulait arriver à 1 500 ouvriers avant la fin de l'année 1943, chiffre difficilement atteignable sans apport de main-d’œuvre étrangère.
Trois grands bâtiments supplémentaires furent envisagés avec trois ou quatre étages. Pour pouvoir abriter les 10 000 ouvriers finalement prévus, les responsables souhaitaient construire un grand lotissement comprenant 600 à 700 maisons s'étendant de la rue de Boofzheim jusqu'à Daubensand (jamais réalisé).
La demande en matériel s'accrut et les ouvriers vinrent d'une cinquantaine de localités à Rhinau, les uns par le tramway, les autres par des cars spéciaux.
Début 1944, le ministère de l'Air imposa 60 à 65 heures de travail hebdomadaires. Le commandement de l'Armement de Strasbourg donna l'ordre d'accroître le nombre d'ouvriers jusqu'à 2000. Des ouvriers furent prélevés dans la région de Benfeld et de Sélestat. À ces personnes s'ajoutèrent des Hollandais, des Italiens et des Russes. Ils étaient logés dans le camp de Rhinau et dans l'établissement de Zelsheim. On engagea aussi une vingtaine de Bund Deutscher Mädel.
À l'été 1944 l'usine comptait 2 000 ouvriers. Deux cents Alsaciens furent déclarés UK (unabkömmlich, non-disponible car indispensable) et soustraits à la mobilisation jusqu'à fin septembre.
Lorsque les troupes alliées avancèrent en France, une partie des machines ainsi que des ouvriers spécialisés alsaciens furent évacués à Bunzendorf Boleslav (Černousy) en Allemagne. Au moment de la débâcle, il n'y avait plus aucun ressortissant étranger à Rhinau. L'usine ferma ses portes le 23 novembre 1944. La Kreisleitung de Sélestat se réfugia dans l'usine. Les Allemands quittèrent finalement l'entreprise sans rien endommager.
La filature de Rhinau reprit son activité en septembre 1948 sous différentes dénominations : « textile de Rhinau », « société industrielle de Rhinau », « Filature et retordage de laine peignée », « laine de Rhinau ». C'est Fritz Schlumpf, PDG de la filature d'Erstein, qui rachète à l'époque la majorité des parts. Depuis les années 1950, ces bâtiments demeurent sans affectation et les quinze hectares concernés à la fin de la guerre demeurent en friche.
L'édifice fait l'objet d'une inscription au titre des monuments historiques depuis 2009.

## Architecture
L'ensemble est de style Bauhaus avec une alternance de briques rouges et de bandes vitrées. Son architecte est Ernst Neufert. Il mesure 157 m de longueur, 22 m de largeur et 15 m de hauteur.

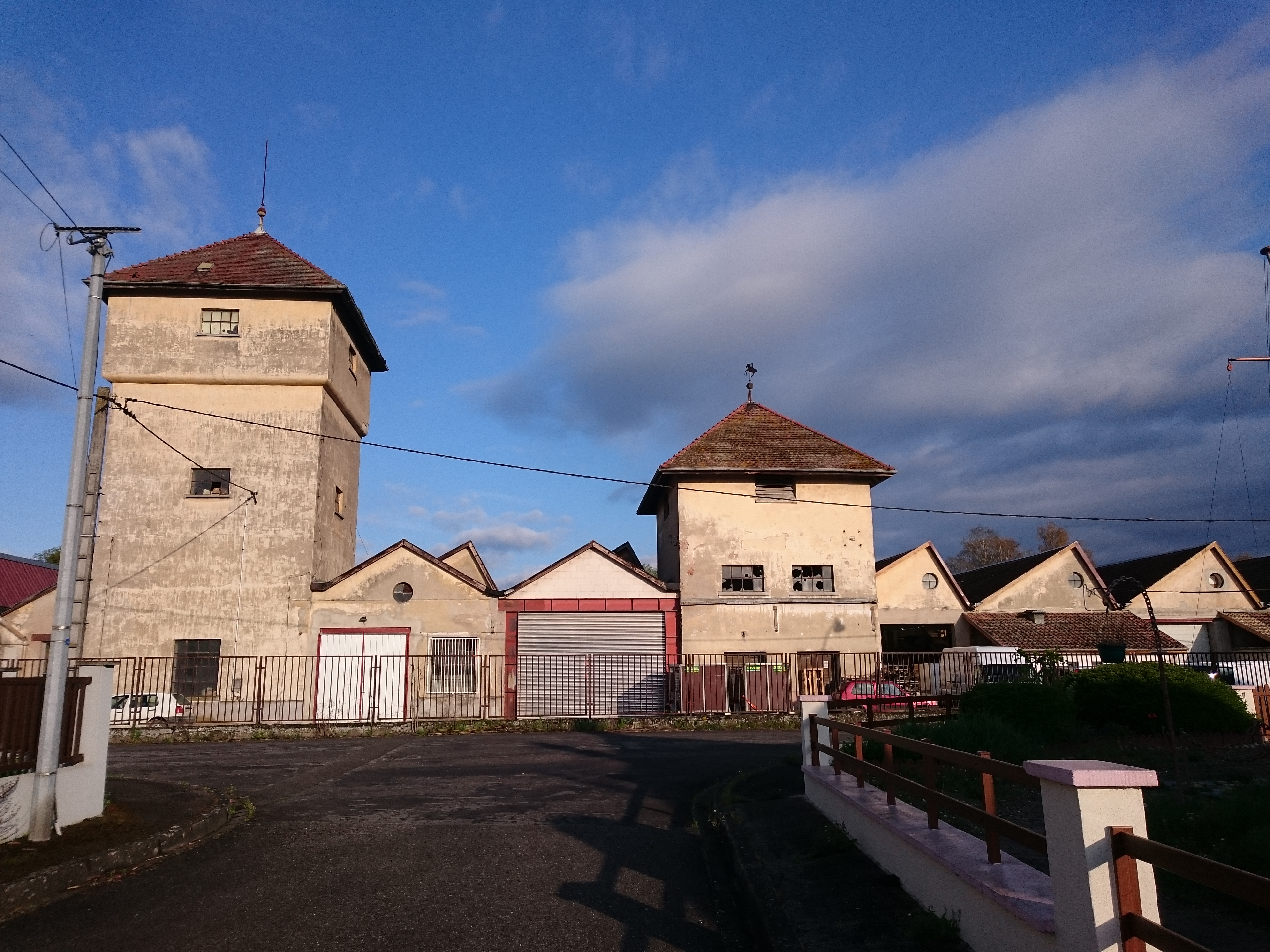
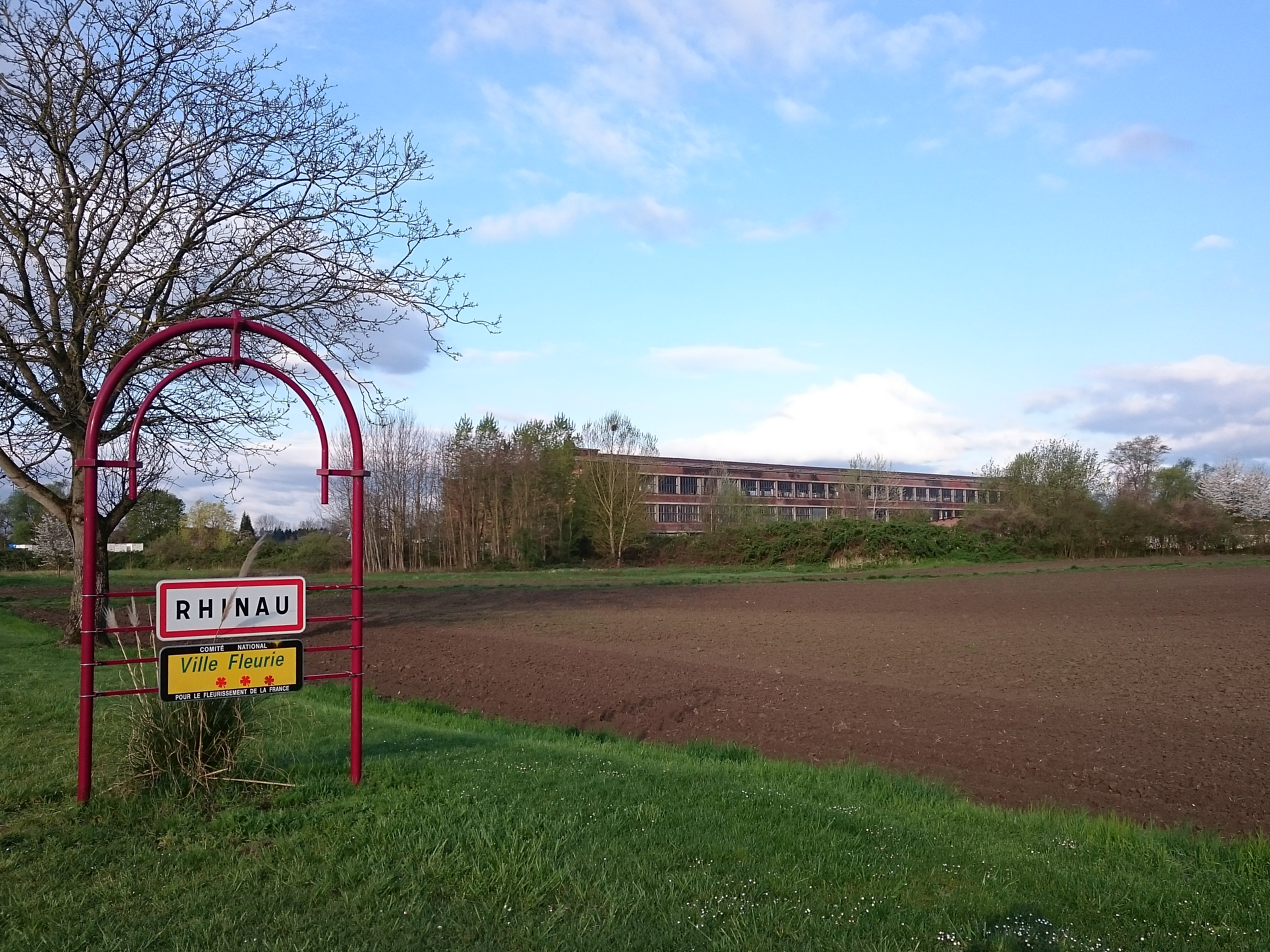